# Commerce
Commerce är ett köpcentrum i Skövde centrum med cirka 50 butiker och restauranger. Commerce köpcentrum byggdes 1990 när dåvarande Commerce slogs ihop med Domus genom att Långgatan som tidigare delade de båda varuhusen byggdes över.
Commerce har ingångar från Hertig Johans torg i söder, Rådhusgatan och Sandtorget i öster och Lögegatan i väster. Ursprungligen fanns även en ingång från Torggatan i norr men sedan Stadium byggt om och tagit över butikslokalerna på båda sidor om den ursprungliga gången har ingången stängts. Detta har varit föremål för en långdragen debatt i lokalmedia och kommunpolitiken eftersom det i detaljplanen för Skövde centrum slås fast att Commerce ska hållas öppet i alla väderstreck. 
På Commerce finns ett parkeringshus i tre plan som nås från två infarter på Lögegatan. Med kollektivtrafik nås Commerce lättast via Sandtorget och Hertig Johans torg i direkt anslutning till köpcentret där stadsbussar stannar eller Skövde resecentrum cirka 300 meter gångväg från Commerce där tåg och regionala bussar stannar.
I Commerce källare fanns tidigare en bowlinghall, som idag har flyttat till Arena Skövde.
Köpcentrumet är det första köpcentrumet i Sverige som erbjuder gratis surfande genom ett trådlöst nätverk.